# Тамм (лунный кратер)
Кратер Тамм (лат. Tamm) — крупный ударный кратер в экваториальной области обратной стороны Луны. Название присвоено в честь советского физика-теоретика Игоря Евгеньевича Тамма (1895–1971) и утверждено Международным астрономическим союзом в 1979 г. 

## Описание кратера

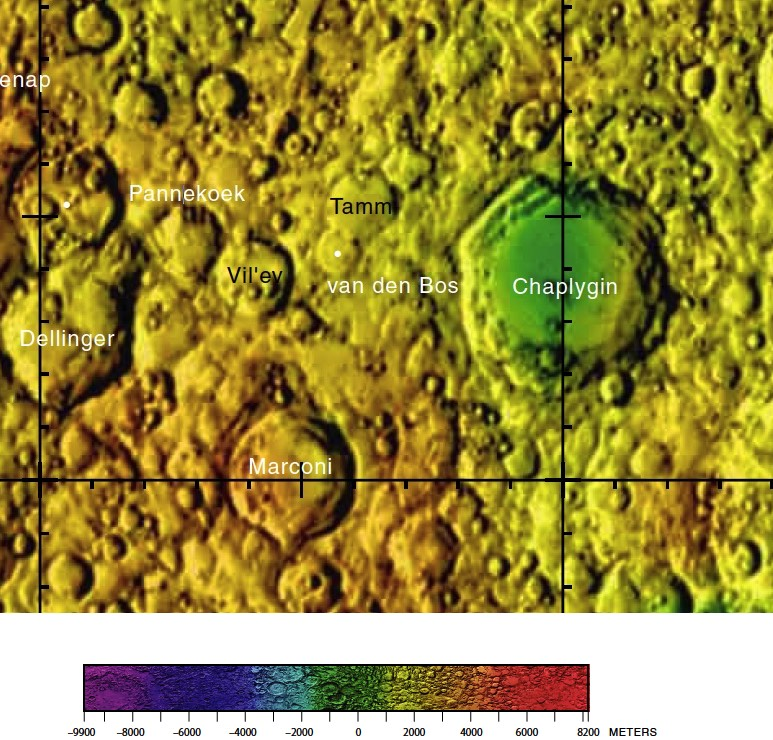
Окрестности кратера Тамм. Фрагмент карты обратной стороны Луны.

Ближайшими соседями кратера являются кратер Вильев на западе-юго-западе; огромный кратер Менделеев на севере-северо-западе; кратер Чаплыгин на востоке-юго-востоке и кратер Ван ден Бос примыкающий к валу кратера Тамм на юго-западе. Селенографические координаты центра кратера 4°19′ ю. ш. 146°23′ з. д. / 4,32° ю. ш. 146,38° з. д., диаметр 40,5 км, глубина 2,2 км.
Кратер Тамм имеет близкую к циркулярной форму, за время прошедшее после образования кратера он подвергся сильному разрушению. Вал сглажен, северная часть вала перекрыта множеством кратеров и практически полностью разрушена. К южной-юго-западной части вала примыкает кратер Ван ден Бос, с которым кратер Тамм соединяется через небольшой разрыв вала. Дно чаши относительно ровное с небольшим количеством мелких кратеров. У подножия внутреннего склона расположены борозды, концентричные по отношению к валу. 
Существует гипотеза, что породы в чашах кратеров Тамм и Ван ден Бос являются расплавом образовавшимся при формировании кратера Менделеев. 

## Сателлитные кратеры

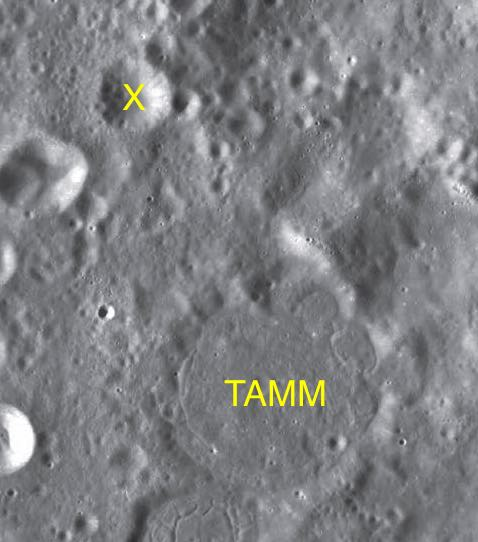
Фрагмент карты LAC-84.

| Тамм | Координаты                                            | Диаметр, км |
| ---- | ----------------------------------------------------- | ----------- |
| X    | 2°40′ ю. ш. 145°35′ в. д. / 2,66° ю. ш. 145,59° в. д. | 12,8        |